# 2006
2006 (MMVI) е обикновена година, започваща в неделя според Григорианския календар. Тя е шестата от третото хилядолетие и седмата от 2000-те.
Определена е като:
- Годината на Водолея. Следващата година на Водолея ще бъде през 2018.
- Годината на Кучето в Китайския календар
- Година на Моцарт. По случай 250 години от рождението на Волфганг Амадеус Моцарт.

Съответства на:
- 1455 година по Арменския календар
- 6756 година по Асирийския календар
- 2956 година по Берберския календар
- 1368 година по Бирманския календар
- 2550 година по Будисткия календар
- 5766 – 5769 година по Еврейския календар
- 1998 – 1999 година по Етиопския календар
- 1384 – 1385 година по Иранския календар
- 1427 – 1428 година по Ислямския календар
- 4702 – 4703 година по Китайския календар
- 1722 – 1723 година по Коптския календар
- 4339 година по Корейския календар
- 2759 години от основаването на Рим
- 2549 година по Тайландския слънчев календар
- 95 година по Чучхе календара

## Събития
- 10 февруари – Откриват се Зимни олимпийски игри 2006 в Торино, Италия. Церемонията по закриването е на 26 февруари. Следващите Зимни олимпийски игри 2010 ще бъдат във Ванкувър, Канада.
- 20 февруари – Утвърдено е Националното знаме на Демократична република Конго.
- 24 февруари – Сформира се българската рок група Кота 0.
- 1 март – Стартира частната ТВ мрежа Central Television Network.
- 11 март – Мишел Башле става първата жена президент на Чили.
- 26 март – Забранено е пушенето на обществени места в Шотландия.
- 19 април – Хан Мюнг Соок става първата жена министър-председател на Южна Корея.
- 22 април – Джалал Талабани е избран за втори път за президент на Ирак.
- 3 май – Самолетът при полет 967 на „Армавия“ се разбива в Черно море близо до международното летище „Адлер-Сочи“, Сочи, Русия и убива 113 души.
- 2 юни – 3 юни – Парламентарни избори в Чехия.
- 7 юни – Лидерът на терористичната мрежа „Ал Кайда“ в Ирак Абу Мусаб ал-Заркауи и седем от неговите помощници са убити след американска въздушна атака североизточно от Багдад в провинция Диала.
- 9 юни – Започва Световното първенство по футбол 2006 в Германия, с победа на домакините над Коста Рика с 4:2.
- 9 юли – При кацане на пистата в град Иркутск в Русия, самолетът, който изпълнява полет 778 на „S7 Еърлайнс“ по линията Москва – Иркутск се разбива. Загиват 125 и оцеляват 78 пътници. Между загиналите има много деца и членове на екипажа. Причината за катастрофата в официалния доклад от разследването са грешните действия на пилотите.
- 23 август – За първи път български отбор се класира в груповата фаза на Шампионската лига – ПФК „Левски“ (София) след равенство 2:2 с Киево (Верона) (в първия мач „сините“ печелят с 2:0 на стадион „Васил Левски“).
- 24 август – Международният астрономически съюз променя определението за „планета“, съгласно което Плутон вече се смята за планета джудже.
- 27 август – Самолетът при полет 5191 на „Комеър“ се разбива при излитане от летище „Блу Грас“, Лексингтън, Кентъки и убива всички без един от общо 50 души на борда.
- 23 септември – Парадът на любовта се провежда в Сан Франциско.
- 22 октомври – В България се провеждат президентски избори – 1-ви тур. Избирателна активност 42,51%.
- 29 октомври – В България се провеждат президентски избори – 2-ри тур. Избирателна активност 41,21%. Победител е социалистът Първанов със 75,9%, срещу 24,1% на националиста Сидеров.
- 29 октомври – Самолетът при полет 053 на „ADC Еърлайнс“ катастрофира след излитане от международното летище „Ннамди Азикиве“, Абуджа, Нигерия и убива 96 души.
- 30 декември – Бившият диктатор Саддам Хюсеин е екзекутиран.
- 31 декември – Затваряне на III и IV блок на АЕЦ „Козлодуй“.

## Починали
- Иван Блажев, български скулптор (р. 1926)
- Никола Корчев, български скулптор (р. 1931)
- 7 януари – Юри Буков, български пианист (р. 1923)
- 9 януари – Руслан Райчев, български диригент (р. 1919)
- 13 януари – Божидар Божилов, български поет (р. 1923)
- 15 януари – Джабер III ал-Ахмед ал-Джабер ал-Сабах, кувейтски монарх (р. 1926)
- 16 януари – Георги Кордов, български поп певец, композитор и педагог (р. 1934)
- 19 януари – Уилсън Пикет, американски певец (р. 1941)
- 21 януари – Ибрахим Ругова, косовски политик (р. 1944)
- 23 януари – Дамян Заберски, български художник (р. 1929)
- 25 януари – Ангел Ценов, български футболист (р. 1947)
- 27 януари – Йоханес Рау, бивш президент на Германия (р. 1931)
- 4 февруари – Павел Матев, български поет (р. 1924)
- 22 февруари – Хилде Домин, германска писателка (р. 1909 г.)
- 23 февруари
  - Александър Алексиев, писател от Република Македония (р. 1929)
  - Бранко Пендовски, писател от Република Македония (р. 1920)
- 1 март – Александър Фол, български историк-траколог (р. 1933)
- 3 март – Генко Генков, български художник (р. 1923)
- 4 март – Роман Огаза, полски футболист (р. 1952)
- 11 март – Слободан Милошевич, сръбски политик (р. 1941)
- 15 март – Георгиос Ралис, гръцки политик (р. 1918)
- 22 март – Иван Методиев, български футболист и треньор (р. 1955)
- 23 март – Дезмънд Дос, американски военен герой (р. 1919)
- 27 март – Станислав Лем, полски писател фантаст (р. 1921)
- 11 април – Майда Сепе, словенска певица и бивша манекенка (р. 1937 г.)
- 13 април – Мюриъл Спарк, шотландска писателка (р. 1918)
- 2 май – Стефан Груев, български журналист, писател и общественик (р. 1922)
- 3 май – Карел Апел, холандски художник (р. 1921)
- 6 май – Александър Миланов, български писател и преводач (р. 1933)
- 12 май – Методий Стратиев, католически архиепископ на София (р. 1916)
- 12 май – Артър Порджис, американски писател (р. 1915)
- 21 май – Асен Гаврилов, балетист и хореограф (р. 1926)
- 26 май – Едуар Мишлен, френски бизнесмен (р. 1963)
- 31 май – Минчо Семов, български учен (р. 1935)
- 3 юни
  - Жул Леви, български композитор и диригент (р. 1930)
  - Зако Хеския, български филмов режисьор (р. 1922)
- 7 юни – Абу Мусаб ал-Заркауи, ръководител на Ал-Каида в Ирак (р. 1966)
- 18 юни
  - Джика Петреску, румънски композитор и певец (р. 1915)
  - Соня Кънчева, българска народна певица (р. 1929)
- 19 юни – Петър Христосков, български музикант и композитор (р. 1917)
- 30 юни – Роберт Гернхарт, германски писател и художник (р. 1937 г.)
- 5 юли – Андрей Краско, руски актьор (р. 1957)
- 7 юли – Сид Барет, английски музикант (р. 1946)
- 10 юли – Шамил Басаев, чеченски командир (р. 1965)
- 17 юли – Мики Спилейн, американски писател (р. 1918)
- 20 юли – Жерар Ури, френски кинорежисьор, киносценарист и киноартист (р. 1919)
- 22 юли – Пиер Рей, френски писател и журналист (р. 1930)
- 23 юли – Агоп Мелконян, български писател (р. 1949)
- 28 юли – Дейвид Гемел, британски писател (р. 1948)
- 31 юли – Иван Златев, български физик (р. 1926)
- 3 август – Елизабет Шварцкопф, германска оперна певица (р. 1915)
- 13 август – Георги Райков, български борец (р. 1953)
- 15 август – Тецухико Асаи, японски каратист (р. 1935)
- 25 август – Кирил Ракаров, български футболист (р. 1932)
- 30 август – Нагиб Махфуз, египетски писател, лауреат на Нобелова награда за литература през 1988 година (р. 1911)
- 4 септември – Стив Ъруин, австралийски естественик (р. 1962)
- 11 септември – Йоахим Фест, германски историк (р. 1926 г.)
- 12 септември – Атанас Жеков, български художник (р. 1926)
- 13 септември – Димитър Точев, български поет и писател, журналист (р. 1930)
- 20 септември – Свен Нюквист, шведски кинооператор, удостоен с две награди „Оскар“ (1973, 1983) (р. 1922)
- 22 септември – Пепа Николова, българска актриса (р. 1946)
- 24 септември – Димитър Инкьов, български писател (р. 1932)
- 25 септември – Петре Андреевски, писател от Република Македония (р. 1934)
- 1 октомври – Атанас Михайлов, български футболист (р. 1949)
- 4 октомври – Оскар Пастиор, германски поет (р. 1927 г.)
- 7 октомври – Анна Политковская, руска жирналистка (р. 1958)
- 9 октомври – Седат Алп, турски археолог (р. 1913)
- 10 октомври – Стоян Орманджиев, български футболист и треньор (р. 1920)
- 13 октомври
  - Арсений Пловдивски, български духовник (р. 1932)
  - Любомир Начев, български политик (р. 1954)
- 15 октомври – Христо Андоновски, историк от Република Македония (р. 1917)
- 16 октомври – Валентин Паниагуа, перуански политик (р. 1936)
- 31 октомври – Питер Бота, южноафрикански политик (р. 1916)
- 1 ноември – Донка Паприкова, социален работник (р. 1915)
- 1 ноември – Стойчо Мазгалов, български актьор (р. 1930)
- 3 ноември – Александър Караиванов, български аграрен учен (р. 1925)
- 6 ноември
  - Асен Дурмишев, български лекар, учен и политик (р. 1938)
  - Божидар Абрашев, български политик (р. 1936)
- 9 ноември – Маркус Волф, германски офицер (р. 1923)
- 10 ноември – Джон Уилямсън, американски писател (р. 1908)
- 16 ноември – Милтън Фридман, американски икономист (р. 1912)
- 17 ноември – Ференц Пушкаш, унгарски футболист и треньор (р. 1927)
- 20 ноември – Робърт Олтмън, американски режисьор (р. 1925 г.)
- 23 ноември – Александър Литвиненко, подполковник от руската Федерална служба за сигурност (ФСБ), служил и в КГБ (р. 1962 г.)
- 23 ноември – Анита О'Дей, американска певица (р. 1919 г.)
- 29 ноември – Енрико Катуци, италиански футболист и треньор (р. 1946 г.)
- 7 декември – Любен Беров, български политик (р. 1925 г.)
- 10 декември
  - Цветан Владовски, български певец (р. 1956 г.)
  - Аугусто Пиночет, чилийски диктатор, 30-и президент на Чили (р. 1915 г.)
- 12 декември – Питър Бойл, американски актьор (р. 1935 г.)
- 16 декември – Райчо Райков, български журналист и общественик (р. 1951 г.)
- 21 декември – Сапармурад Ниязов, президент на Туркменистан (р. 1940 г.)
- 25 декември – Джеймс Браун, американски музикант (р. 1933 г.)

## Нобелови награди
- Физика – Джон Матър, Джордж Смут
- Химия – Роджър Корнбърг
- Физиология или медицина – Андрю Файър, Крейг Мело
- Литература – Орхан Памук
- Мир – Мухамад Юнус, Грамин Банк
- Икономика – Едмънд Фелпс

## Филдсов медал
Андрей Окунков, Терънс Тао, Венделин Вернер, Григорий Перелман (отказал наградата)